# 赫苏斯·希尔
格雷戈里奧·赫苏斯·希尔·希尔（西班牙語：Gregorio Jesús Gil y Gil，1933年3月12日—2004年5月14日）是一名西班牙商人和政治家。他在1991年到2002年間曾擔任馬貝拉市長以及擔任西班牙俱樂部馬德里競技主席超過16年。

## 生平

### 商業
赫蘇斯·希爾出生於索里亞省布爾戈德奧斯馬-休達德奧斯馬，希爾在建築業務上賺得大部分的金錢。但他在1967年曾經因為塞哥維亞省建築物倒塌共造成58人死亡的事件中被逮捕，並在監獄渡占一段時間。他最終被當時的獨裁者弗朗西斯科·佛朗哥釋放。

### 足球
1987年，希爾擔任馬德里競技主席(他第一個引入的球員是葡萄牙翼鋒保羅·富特雷)，在那裡，他開始與球迷，記者，球員和主教練發揮良好關係。1992年，他關閉了俱樂部的青訓系統，令當時只有15歲的青訓成員勞爾離開馬競。勞爾在後來加入同城死敵皇馬的青訓，更在職業生涯中達到了顛峰。他種種舉動讓他很快就成為了很多馬德里競技球迷的不屑。而奪得西甲錦標對希爾來說是一件十分痴迷的事情，他衝動地聘請拉多米尔·安蒂奇，俱樂部也終於在1995-96年球季19年來的第一個西甲聯賽冠軍。

### 政治
1991年他創立並帶領獨立自由黨(GIL)以作為他的政治工具。在2002年4月，他被禁止擔任公職，因而被迫辭去市長一職。
2008年上半年，西班牙第五電視台播出兩集關於希爾的節目，闡述他的生平和職業生涯的亮點。

## 逝世
2004年5月14日，希爾因為腦溢血在馬德里逝世，享年71歲。

## 政治聲譽
希爾是一著名右派支持者，也是一名相信民粹主義的政治家。 他通過打擊吹牛, 性別歧視主義, 同性戀恐懼症, 種族主義， 仇外和其他貶義行為 令他可以偶爾在佛朗哥時期作出某些言論。
他公開聲稱與前西班牙工人社會黨（PSOE）鎮議會議員伊莎貝爾·加西亞·馬科斯在市議會會議上有一次性交易，並被記者被稱為Carmen Rigalt大幅報導 (妓女新聞)。
在馬拉加太陽海岸，在希爾家族有效的經濟和政治影響力的區域下，這地方成為英國，意大利和俄羅斯歹徒廣受歡迎的住所，而他作為當地市長，也令當地成為一個納粹黨避難場所，如奧托·恩斯特·雷莫和利昂·德格雷爾，他們都是要么等待或避免引渡。與此同時，然而，希爾煽動一些對吸毒者和妓女的數起鎮壓事件。他曾經參與數宗刑事案件，其中包括所謂的 Caso de las camisetas. 以及Caso Atlético。
犯罪率和貧困的問題，令希爾在第一個十年的聲望顯著下降，但在以公民自由和言論自由為代價則獲得明顯的成功，包括罪犯和妓女，低收入外國人驅逐出境，以錢施捨給露宿者，以換取他們離開小鎮等，人口段的生活方式隨後有明顯的改善被認為是一個主要原因令他得以改選。

## 流行文化
- 希爾是英國獨立音樂團體脫垂樂團在1994年推出的歌曲Surreal Madrid的主要角色